# Комань
Ко́мань (укр. Комань) — село в Новгород-Северском районе Черниговской области Украины. Население — 220 человек. Занимает площадь 0,89 км².
Почтовый индекс: 16061. Телефонный код: +380 4658.

## Власть
Орган местного самоуправления — Команский сельский совет. Почтовый адрес: 16061, Черниговская обл., Новгород-Северский р-н, с. Дробышев, ул. Молодёжная, 1а.

## История
В XIX столетии село Комань было в составе Рыковской волости Новгород-Северского уезда Черниговской губернии. В селе была Николаевская церковь.